# Хърсово (дем Кукуш)
Вижте пояснителната страница за други значения на Хърсово.
Хърсово (на гръцки: Χέρσο, Херсо, на катаревуса Χέρσον, Херсон, до 1926 година на катаревуса Χέρσοβον, Херсовон, на димотики Χέρσοβο, Херсово) е село в Република Гърция, дем Кукуш, област Централна Македония.

## География
Селото е разположено на 15 километра северозападно от град Кукуш (Килкис) на железопътната линия Солун – Кулата.

## История
В местността Тумба Хрисафи, на 1200 m северозападно от селото е открито антично селище, обявено в 1996 година за защитен паметник.

### В Османската империя
В XIX век Хърсово е българско село в каза Аврет Хисар (Кукуш) на Османската империя. В „Етнография на вилаетите Адрианопол, Монастир и Салоника“, издадена в Константинопол в 1878 година и отразяваща статистиката на населението от 1873 година, Аруво (Aruvo) е посочено като селище с 80 домакинства, като жителите му са 424 българи. Според статистиката на Васил Кънчов („Македония. Етнография и статистика“) в 1900 година Хърсово има 360 жители българи християни.
В началото на XX век, до 1913 година Хърсово е чифлик на турчина Асан бег – добър и разбран човек по спомените на местни хора, според които той се застъпвал за местните жители, а след Илинденското въстание успял да опази селото от погроми.
Населението на селото е под върховенството на Българската екзархия. По данни на секретаря на Екзархията Димитър Мишев („La Macédoine et sa Population Chrétienne“) в 1905 година в Хърсово (Hirsovo) има 480 българи екзархисти и в селото работи българско училище.
При избухването на Балканската война в 1912 година 12 души от Хърсово са доброволци в Македоно-одринското опълчение.

### В Гърция
След Междусъюзническата война в 1913 година селото попада в Гърция. Боривое Милоевич пише в 1921 година („Южна Македония“), че Рисово има 55 къщи славяни християни. Населението му се изселва в България и на негово място са настанени гърци бежанци. В 1926 години селото е прекръстено на Херсон. В 1928 година селото е изцяло бежанско с 202 семейства и 687 жители бежанци.
| Име     | Име       | Ново име | Ново име | Описание                  |
| ------- | --------- | -------- | -------- | ------------------------- |
| Дубрава | Ντουπράβα | Исома    | Ίσωμα    | местност на СЗ от Хърсово |
| Долва   | Ντόλβα    | Хамили   | Χαμηλή   | извор на СЗ от Хърсово    |
| Кюнки   | Κιούγκι   | Солинас  | Σωλήνας  | река на СИ от Крондирци   |

Преброявания
- 2001 година – 1209 души
- 2011 година – 814 души

## Личности
Родени в Хърсово
- Аспарух Николов Троков, македоно-одрински опълченец, 1 и 3 рота на 13 кукушка дружина, орден „За храброст“[13]
- Борис Керимидчиев (1908 – 2003), български краевед
- Живко Динов (Динев) Камбуров (1898 – след 1928), български комунист, член на БКП от 1920 година, емигрирал в СССР в 1925 година, арестуван в 1928 година и загинал в лагер[14][15]
- Христо Иванов Хролев – Графа (1903 – 1933) български комунист
- Христо Хърсовски, български просветен деец, преподавал в кукушкото българско училище[16]

Свързани с Хърсово
- Димитрис Басис (р. 1970), виден гръцки музикант